# Trichosporon montevideense
Trichosporon montevideense är en svampart som först beskrevs av L.A. Queiroz, och fick sitt nu gällande namn av E. Guého & M.T. Sm. 1992. Trichosporon montevideense ingår i släktet Trichosporon och familjen Trichosporonaceae.   Inga underarter finns listade i Catalogue of Life.